# 千田村 (新潟県)
千田村（ちだむら）は、かつて新潟県北魚沼郡に存在した村。

## 沿革
- 1889年（明治22年）4月1日 - 町村制施行に伴い、北魚沼郡千田村、小粟田村が合併し、千田村が成立。
- 1901年（明治34年）11月1日 - 北魚沼郡三仏生村、鴻野谷村の一部と合併し、千田村を新設。
- 1954年（昭和29年）3月10日 - 小千谷町に編入合併し、即日市制施行し小千谷市となる[1]。